# Skaneateles, New York
Skaneateles, New York (енгл. Skaneateles) град је у америчкој савезној држави Њујорк.

## Демографија
По попису из 2010. године број становника је 2.450, што је 166 (-6,3%) становника мање него 2000. године.
| Група             | 2000.         | 2010.         |
| Белци             | 2.589 (99,0%) | 2.377 (97,0%) |
| Афроамериканци    | 2 (0,1%)      | 3 (0,1%)      |
| Азијати           | 8 (0,3%)      | 20 (0,8%)     |
| Хиспаноамериканци | 8 (0,3%)      | 28 (1,1%)     |
| Укупно            | 2.616         | 2.450         |